# Albert Rivaud
Albert Rivaud (* 14. Mai 1876 in Nizza; † 15. September 1955 in Bourges, Département Cher) war ein französischer Altphilologe, Philosoph und Politiker.

## Leben
Rivaud verfasste zahlreiche maßgebliche Quelleneditionen, etwa von Platon. 1908 wurde er Professor an der Universität Poitiers. Dort war Philippe Pétain einer seiner Studenten. 1927 übernahm er von Léon Brunschvicg den Lehrstuhl für Philosophie an der Pariser Sorbonne und wurde Mitglied der Akademie der Moralischen und Politischen Wissenschaften.
Rivaud war vor dem Krieg als Deutschlandexperte bekannt. Nach der Niederlage Frankreichs 1940 bekleidete Rivaud kurzzeitig das Amt des Bildungsministers im ersten Kabinett von Philippe Pétain. Nach der Installation des Vichy-Regimes musste er sein Amt auf Wunsch Deutschlands räumen. 1944 wurde er als Kollaborateur verurteilt; dies wurde 1946 revidiert. Zeitlebens setzte er sich aber für das Gedenken an Marschall Pétain ein.